# Zofiabaatar
Zofiabaatar ('Zofia's held' van Zofia + Mongoolse baatar, 'held') is een geslacht van uitgestorven zoogdieren uit het Laat-Jura. Het was een relatief vroeg lid van de uitgestorven orde Multituberculata binnen de onderorde Plagiaulacida. Deze herbivoren leefden in Noord-Amerika samen met dinosauriërs als Diplodocus en Allosaurus. 

## Naamgeving
De typesoort Zofiabaatar pulcher werd in 1990 benoemd door Robert Thomas Bakker en Kenneth Carpenter. Er zijn in de Main Breakfast Bench Quarry fossielen gevonden in de Morrison-formatie uit het Laat-Jura van Wyoming. Hij is aanwezig in de stratigrafische zone 6. Het geslacht eert de Poolse paleontologe Zofia Kielan-Jaworowska en verbindt haar naam met het Mongools baatar, 'held'. De soortaanduiding betekent 'de schone' in het Latijn.
Het holotype is UCM 42329, een linkerdentarium. Het werd in 1990 abusievelijk geïdentificeerd als een rechterdentarium en ook het inventarisnummer was incorrect aangeduid als UCM 42339. Verder werd nog specimen CPS 50 toegewezen, een onderste linkervoortand. In 1998 werd TM 4090 toegewezen, ook een onderste voortand.

## Beschrijving
De soort Zofiabaatar pulcher was ongeveer dertig centimeter lang en moet een nogal gespecialiseerd dier zijn geweest, te oordelen naar de tanden, het belangrijkste anatomische deel dat bewaard is gebleven. Hij verschilt van Allodontidae door een duidelijk langere P4 (vierde premolaar) dan P3 en deelt dit kenmerk en de algehele premolaire structuur met de Plagiaulacidae. Hij verschilt van Allodontidae en Plagiaulacidae doordat het een m1 (eerste onderste kies) heeft met een paar knobbels in twee rijen, en van Plagiaulacidae en Eobaataridae doordat hij duidelijk gescheiden (niet-gefuseerde) onderste molaire knobbels heeft. Zofiabaatar verschilt van alle plagiaulacida die bekend zijndoor dat de mandibulaire condylus naar boven is gericht in plaats van naar achteren, een kenmerk dat wordt gedeeld door de meer geavanceerde Djadochtatherioidea en Taeniolabidoidea. Zofiabaatar verschilt van andere geslachten van de plagiaulaciden in de sterk vergrote pterygoïde fossa. Deze laatste kenmerken kunnen dus generiek zijn, in plaats van een familiekenmerk.

## Fylogenie
Zofiabaataridae worden verondersteld te behoren tot de allodontide lijn.